# Ancistrotilla
Ancistrotilla (лат.) — род ос-немок (бархатных муравьёв) из подсемейства Sphaeropthalminae (триба Dasymutillini). Эндемик Австралии и Океании.

## Этимология
Родовое название Ancistrotilla происходит от сочетания двух слов: латинизированого от греческого ankistron, (крючок), со ссылкой на форму парапениальных долей гениталий; суффикс -tilla является общим для семейства Mutillidae, происходящим от имени типового рода Mutilla.

## Распространение
Австралия (Квинсленд) и Океания (Вануату и Новая Каледония).

## Описание
Длина около 1 см (от 5 до 12 мм). Основная окраска тела черноватая, иногда с металлическим отблексом (с более светлыми отметинами на брюшке). Ancistrotilla отличается от других родов Sphaeropthalminae, в частности, тем, что: у самца антеннальная бороздка с поперечным килем дорсально и отдельным пластинчатым выступом дорсолатерально, наличник с парой крупных острых зубцов медиально на передне-вентральном крае, тергит T1 с узкой бледной интегументальной полосой сзади, парапениальная доля гениталий медиально изогнута и крючкообразна апикально, а вальва пениса с одним крупным апикальным зубцом; у самки антеннальная бороздка с сильным дорсальным килем, почти достигающим глаза, ментум выпуклый, глосса короткая и тупая, тергит T1 с узкой бледной интегументальной полосой сзади, T2 без апикального медиально ориентированного опушения, пигидиальная пластинка широкая и разграниченная, гипопигий сильно двузубчатый медиально. Формула голенных шпор 1-2-2. Имеют 6-члениковые нижнечелюстные и 4-члениковые нижнегубные щупики.

## Систематика
Род был впервые выделен в 2012 году с типовым видом Ancistrotilla azurea Brothers, 2012. В его состав включены несколько видов из рода Ephutomorpha и другие виды. В 2017 году была разработана новая классификация ос-немок, где Sphaeropthalminae включает две трибы Sphaeropthalmini и Dasymutillini, а род Ancistrotilla включён в последнюю из них.
- Ancistrotilla aenigmatica Brothers, 2012
- Ancistrotilla albocaudata (André, 1898)
- Ancistrotilla azurea Brothers, 2012
- Ancistrotilla bleuensis Brothers, 2012
- Ancistrotilla calcarina (André, 1898)
- Ancistrotilla caledonica  (André, 1896)
- Ancistrotilla carbonaria  (Smith, 1855)
- Ancistrotilla fabricii  (André, 1898)
- Ancistrotilla nigra Brothers, 2012
- Ancistrotilla senilis  (André, 1898)
- Ancistrotilla transiens  (André, 1898)
- Ancistrotilla transitoria  (André, 1903)
- Ancistrotilla viridiceps  (André, 1895)